# Alara Bozbey
Alara Bozbey (Lituania, 21 febbraio 1986) è un'attrice lituana naturalizzata turca.
È nota in Italia per aver interpretato Demet Kaya Önder in Bitter Sweet - Ingredienti d'Amore.

## Biografia
Nata in Lituania, dopo il divorzio dei genitori si è trasferita in Turchia con la madre. Il suo vero nome è Aliona Bozbey, ma l'ha cambiato una volta ottenuta la cittadinanza turca.

## Filmografia

### Cinema
- Super Agent K9, regia di Bülent Isbilen (2008)

### Televisione
- Arka Sokaklar - serial TV (2006)
- Erimin Evimin - serial TV (2007)
- Prenses Perfinya (Perfinya) - serial TV (2008)[1]
- Bitter Sweet - Ingredienti d'amore (Dolunay) - serial TV (2017)

## Doppiatrici italiane
Nelle versioni in italiano dei suoi film, Alara Bozbey è stata doppiata da:
- Benedetta Degli Innocenti in Bitter Sweet - Ingredienti d'amore[2]